# Xanthoparmelia imbricata
Xanthoparmelia imbricata är en lavart som beskrevs av Hale. Xanthoparmelia imbricata ingår i släktet Xanthoparmelia och familjen Parmeliaceae.   Inga underarter finns listade i Catalogue of Life.